# ワリ (ナイジェリア)
ワリ（Warri）は、ナイジェリアのデルタ州の都市である。イツェキリ（Itsekiris）、ウロボ（Urhobos）、イジョ（Ijaws）等が主要な民族である。ウォーリとも表記される。

## 出身者
- クリスティアン・オボド - サッカー選手
- ネダム・オヌオハ - サッカー選手
- エマヌエル・オリサデベ - ポーランド代表サッカー選手
- グレース・アレレ＝ウィリアムズ - 数学者。ナイジェリア初の女性博士
- チディンマ・オケケ - 女子サッカー選手